# Yahia Omar
Yahia Khaled Fathy Omar, más conocido como Yahia Omar, (Guiza, 9 de septiembre de 1997) es un jugador de balonmano egipcio que juega de lateral derecho en el Paris Saint-Germain. Es internacional con la selección de balonmano de Egipto.

## Palmarés

### Selección egipcia
| Campeonato Africano | Campeonato Africano | Campeonato Africano | Campeonato Africano |
| Año                 | Lugar               | Medalla             |                     |
| ------------------- | ------------------- | ------------------- | ------------------- |
| 2018                | Gabón               | Medalla de plata    |                     |
| 2020                | Túnez               | Medalla de oro      |                     |
| 2022                | Egipto              | Medalla de oro      |                     |
| 2024                | Egipto              | Medalla de oro      |                     |

### Zamalek
- Liga de Egipto de balonmano (1): 2019
- Liga de Campeones de África de balonmano (3): 2017, 2018, 2019
- Supercopa de África de balonmano (2): 2018, 2019

### Veszprém
- Liga SEHA (3): 2020, 2021, 2022
- Liga húngara de balonmano (2): 2023, 2024
- Copa de Hungría de balonmano (4): 2021, 2022, 2023, 2024

## Clubes
| Club                  | País    | Año         |
| --------------------- | ------- | ----------- |
| Zamalek SC            | Egipto  | 2016 - 2019 |
| MKB Veszprém (cedido) | Hungría | 2019 - 2021 |
| MKB Veszprém          | Hungría | 2021 - 2024 |
| Paris Saint-Germain   | Francia | 2024 - Act. |